# Debra Hayward
Debra Hayward é um produtora cinematográfica britânica. Como reconhecimento, foi nomeada ao Oscar 2013 na categoria de Melhor Filme por Les Misérables.